# سامیه جمال
سامیه جمال (عربی: سامیة جمال؛ ۵ مارس ۱۹۲۴ – ۱ دسامبر ۱۹۹۴) با نام اصلی زینب خلیل ابراهیم محفوظ یک رقصنده و بازیگر فیلم اهل مصر بود.جمیله رقصنده ایرانی در رقص های خود از او الگوبرداری کرده است .
سامیه در سال ۱۹۲۴ در شهر کوچک وانا در مصر به دنیا آمد و تنها چند ماه بعد خانواده او به قاهره نقل مکان کردند و در نزدیکی بازار خان ال-خلیلی مستقر شدند. سال‌ها بعد او بدیعه مصابنی بنیانگذار رقص مدرن شرقی را ملاقات کرد. بدیعه مصابنی از سامیه دعوت کرد تا به کار در شرکت رقص او بپردازد که سمیه هم پذیرفت. بدیعه مصابنی نام هنری سامیه جمال را برای شروع رقص حرفه‌ای او انتخاب کرد.

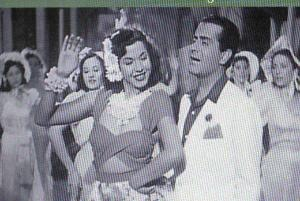
سامیه جمال و فرید الاطرش در فیلم عفریته کوچولو (جن بانو) (۱۹۴۹)

سامیه جمال از تکنیک‌های باله و رقص لاتین در اجرای انفرادی خود بهره جست و همچنین برای اولین بار با کفش‌های پاشنه بلند بر روی صحنه حاضر شد. او در کنار هنرپیشه و خواننده معروف فرید الاطرش به ایفای نقش در ده‌ها فیلم مصری پرداخت. از آن دو به عنوان فرد آستر و زنجبیل راجرز خاورمیانه یاد می‌شود. آنها نه تنها در فیلم‌ها به بازی نقش‌های عاشقانه پرداختند بلکه در زندگی واقعی نیز به هم عشق می‌ورزیدند. اما فرید به دلیل موقعیت اجتماعی خود حاضر به ازدواج با سامیه نشد او معتقد بود که ازدواج استعداد هنرمند را می‌کشد فرید هرگز ازدواج نکرد.
در سال ۱۹۴۹ فاروق پادشاه مصر سامیه جمال را «رقصنده ملی مصر» نامید که توجه آمریکاییان را به این رقصنده جلب کرد.
در سال ۱۹۵۰ سامیه به آمریکا رفت و با یک میلیونر آمریکایی ازدواج کرد. هرچند این ازدواج دیری نپایید.
در سال ۱۹۵۸ سامیه جمال با رشدی اباظه یکی از معروف‌ترین بازیگران مصر ازدواج کرد که با هم در تعدادی از فیلم‌ها بازی کردند. سامیه جمال در سال ۱۹۷۲ زمانی که او تقریباً در دهه پنجاه زندگی خود بود از رقصیدن دست کشید اما دوباره به توصیه سمیر صبری به صحنه رقص بازگشت و تا اوایل دهه ۱۹۸۰ همچنان به این کار ادامه داد.
سامیه جمال در ۱ دسامبر سال ۱۹۹۴ در ۷۰ سالگی در قاهره درگذشت. سامیه با اجرای برنامه کاریزماتیک در مصر و در سطح بین‌المللی از شناخت و تحسین در مصر و سراسر جهان برخوردار بود.